# Луций Албиний Патеркул
Луций Албиний Патеркул (L. Alibinius C. F. Paterculus) е един от първите народни трибуни на Римската република.
Произлиза от плебейската фамилия Албинии с когномен Патеркул. Син е на Гай Албиний. Според Квинт Асконий Педиан той се казва Луций Албиний Патеркул.
През 494 пр.н.е. е избран за народен трибун за 493 пр.н.е.. Колеги са му Луций Юний Брут, Гай Лициний, Публий Лициний, Луций Сициний Велут Белут и вероятно Гай Ицилий Руга (Висцелий).
Консули тази година (493 пр.н.е.) са Постум Коминий Аврунк и Спурий Касий Вецелин, които водят война с волските.
Неговият потомък Марк Албиний става консулски военен трибун през 379 пр.н.е.